# Kada Lajos
Kada Lajos (Budapest, 1924. november 16. – Budapest, 2001. november 26.) magyar szentszéki diplomata, az Apostoli Szentszék nunciusa több országban. Ő volt a Pápai Diplomataképző Akadémia első magyar tanítványa; az Apostoli Szentszék első magyar diplomatája és az első magyar apostoli nuncius; valamint az első magyar, aki egy vatikáni kongregáció második embere – titkára – lett.

## Pályafutása
Esztergomi egyházmegyés papként Mindszenty József bíboros küldte Rómába, ahol a Collegium Germanicum Hungaricum növendéke volt. 1948. október 10-én szentelték pappá.
1951-től 1953-ig Olaszországi magyar lelkészként szolgált. 1953-tól a Nemzetközi Karitász munkatársaként dolgozott. 1955-től 1957-ig a Pápai Egyházi Akadémia növendéke, majd két évig a Pápai Államtitkárság munkatársa volt.
1959-től 1962-ig Pakisztánban, majd Skandináviában, Bonnban (1964–1971), 1971-től pedig Argentínában volt beosztott vatikáni diplomata. Ugyanezen évtől a Cor Unum Pápai Tanács munkatársa lett.

### Apostoli nunciusi pályafutása
1975. június 20-án thibicai címzetes érsekké és Costa Rica-i apostoli nunciussá nevezték ki. Július 20-án szentelte püspökké Jean-Marie Villot bíboros államtitkár, Giovanni Benelli és Corrado Bafile érsekek segédletével. 1980-ban egyidejűleg salvadori apostoli nunciussá is kinevezték.
1984-től 1991-ig az Istentiszteleti és Szentségi Kongregáció titkára (második embere) volt.
1991-től 1995-ig Németországban, 1995-től 2000-ig Spanyolországban és ezzel párhuzamosan 1996-tól Andorrában szolgált apostoli nunciusként. Ő volt az első madridi nuncius, aki nem olasz nemzetiségű.
75 éves korában, 2000. március 1-jén nyugállományba vonult, és fél évszázad után hazatelepült Magyarországra. Számos meghívást fogadott el az egész Kárpát-medencében, előadásokat és lelkigyakorlatokat tartott.

## Díjai
- A Magyar Köztársasági Érdemrend középkeresztje (1992)
- A Katolikus Izabella-rend nagykeresztje (2000)